# Вальтер Нерінг
Ва́льтер Не́рінг (нім. Walther Nehring; нар. 15 серпня 1892, Шлохау — пом. 20 квітня 1983, Дюссельдорф) — німецький воєначальник, генерал танкових військ Вермахту. За часів Другої світової війни командував танковими корпусами та танковими арміями. Учасник Першої та Другої світових війн, кавалер Лицарського Хреста Залізного Хреста з дубовим листям та мечами.

## Біографія
У вересні 1911 року поступив на військову службу, фанен-юнкером (кандидат в офіцери), в піхотний полк. 
Учасник Першої світової війни, воював на Східному і Західному фронтах.  Був двічі поранений. 
Після війни продовжив службу в рейхсвері. В кінці 1918—на початку 1919 року воював проти поляків на східному кордоні Німеччини. Потім служив на різних штабних і командних посадах. До початку Другої світової війни — начальник штабу 19-го армійського корпусу.
Брав участь у Польській і Французької кампаніях. З 1 червня 1940 року — начальник штабу танкової групи «Гудеріан». З жовтня 1940 року — командир 18-ї танкової дивізії.
З 22 червня 1941 року брав участь в німецько-радянській війні.Учасник боїв у Білорусі, потім в районі Смоленська і під Тулою. 
У березні 1942 року відправлений в Африку і призначений командувачем Німецьким Африканським корпусом. 31 серпня 1942 року був тяжко поранений, евакуйований до Німеччини.
З листопада 1942 року — командувач німецькими військами в Тунісі.
З лютого 1943 року генерал танкових військ Неринг переведений на Східний фронт, командувач 24-м танковим корпусом. Учасник боїв на річці Міус, потім на Дніпрі, потім в районі Вінниці, потім боїв у районі Кам'янця-Подільського, потім в Прикарпатті. 
З березня 1945 року — командувач 1-ї танкової армії. Після капітуляції Німеччини 8 травня 1945 взятий в американський полон. Звільнений з полону 31 травня 1948 року.

## Нагороди
Військова кар'єра
- 16 вересня 1911 — фанен-юнкер
- 18 грудня 1913 — лейтенант
- 16 червня 1916 — обер-лейтенант
- 1 березня 1923 — гауптман
- 1 лютого 1932 — майор
- 1 вересня 1934 — оберст-лейтенант
- 1 березня 1937 — оберст
- 1 серпня 1940 — генерал-майор
- 1 лютого 1942 — генерал-лейтенант
- 1 липня 1942 — генерал танкових військ

### Перша світова війна
- Залізний хрест
  - 2-го класу (27 січня 1915)
  - 1-го класу (25 листопада 1917)
- Нагрудний знак «За поранення» в сріблі

### Міжвоєнний період
- Пам'ятна військова медаль (Австрія) з мечами
- Пам'ятна військова медаль (Угорщина) з мечами
- Медаль за участь у Європейській війні (1915—1918) (Болгарія) (1933)
- Почесний хрест ветерана війни з мечами
- Медаль «За вислугу років у Вермахті» 4-го, 3-го, 2-го і 1-го класу (25 років)
- Медаль «У пам'ять 1 жовтня 1938» із застібкою «Празький град»

### Друга світова війна
- Застібка до Залізного хреста
  - 2-го класу (11 вересня 1939)
  - 1-го класу (29 вересня 1939)
- Командор ордена військових заслуг (Іспанія) (1940)
- Нагрудний знак «За танкову атаку» в сріблі
- Лицарський хрест Залізного хреста з дубовим листям і мечами
  - Лицарський хрест (24 липня 1941)
  - Дубове листя (8 лютого 1944)
  - Мечі (22 січня 1945)
- Срібна медаль «За військову доблесть» (Італія) (червень 1942)
- Медаль «За зимову кампанію на Сході 1941/42» (1942)
- Нагрудний знак «За поранення» в золоті (2 вересня 1943)
- Нарукавна стрічка «Африка» (1943)
- Відзначений у Вермахтберіхт

### Післявоєнний період
- Західнопрусська медаль (1971)
- Офіцерський хрест ордена «За заслуги перед Федеративною Республікою Німеччина» (27 липня 1973)

## Вшанування пам'яті
- В місті Штадталлендорф є вулиця генерала Нерінга (нім. General-Nehring-Straße).